# Springfield Indians
Die Springfield Indians waren ein professionelles Eishockeyteam aus West Springfield, Massachusetts und sind eines der Gründungsmitglieder der American Hockey League. Bis auf drei Unterbrechungen spielten sie 52 Saisons in der Liga (von 1926 bis 1994). Von 1951 bis 1954 trat das Team unter dem Namen Syracuse Warriors und von 1967 bis 1975 als Springfield Kings an. Die Indians haben sieben Calder Cup Meisterschaften gewonnen, eine davon während des Zeitraumes, als sie als Kings spielten (1971).

## Geschichte
1926 gingen die Indians in der Canadian-American Hockey League an den Start. Die "Can-Am", wie die Liga genannt wurde, wurde in Springfield gegründet und die Indians waren eines der fünf Gründungsmitglieder. Als Farmteam der New York Rangers spielten sie bis zur Saison 1932/33, um ab der Saison 1935/36 ein Franchise der New York Americans zu werden.
Durch die Große Depression 1930 wurde die Can-Am mit der International Hockey League zur International-American Hockey League zusammengeschlossen, welche fortan unter dem Namen American Hockey League auftrat.
Während des Zweiten Weltkrieges benutzten die Vereinigten Staaten die Heimat der Indians, das Eastern States Coliseum, zu Kriegszwecken und der Verein verlor seine Spielstätte. Eddie Shore, welcher 1939 den Verein kaufte, lieh für die Zeit bis 1946 seine Spieler an die Buffalo Bisons aus. Danach konnte der Verein jedoch trotz namhafter Spieler nicht mehr an seine früheren Erfolge anknüpfen, so dass das Team 1951–54 in Syracuse als die Warriors ins Rennen gingen (während Shore ein lokales Team in Springfield in der unterklassigen Quebec Hockey League spielen ließ). Einzige Erfolge während dieser Zeit waren der Gewinn des MVP-Awards für Ross Lowe, den Rookie of the Year Award für Jim Anderson sowie All-Star-Team-Nominierungen für Eldred Kobussen 1948, Billy Gooden 1951, Ross Lowe, Gordon Tottle und Don Simmons 1955 sowie Gerry Ehman und Cal Gardner 1958 und Harry Pidhirny im Jahre 1959.
In den darauf folgenden Jahren kam es abermals zu diversen Franchisewechseln – so spielte der Verein 1967–1974 als Springfield Kings als Farmteam der Los Angeles Kings sowie von 1974 bis 1994 wiederum als Springfield Indians.

### Die 1990er
1990 kam es dann zum Zusammenschluss mit den New York Islanders aus der NHL. In einer herausragenden Serie rang man die favorisierten Rochester Americans in sechs Spielen nieder und sicherte sich zum sechsten Mal die Calder Cup Trophäe. Dabei wurde der spätere NHL-Torwart Jeff Hackett als MVP der Playoffs ausgezeichnet.
Nach einem Zwist bezüglich des Springfield Civic Center wurde das Team erneut einem neuen Franchise zugesprochen – diesmal den Hartford Whalers. In der Saison 1990/91 wurden die Indians das zweitstärkste Offensivteam der Liga und gewannen den Divisionstitel des Nordens – den ersten Titel nach dem Gewinn 1962. Im Jahr darauf gewann man diesen Titel erneut, jedoch sollte dieser Sieg Springfields siebten und letzten Titel bedeuten.

### Das Ende der Ära
Im Herbst 1994 zog sich das Team endgültig aus Springfield zurück. Die neue Heimat wurde Worcester, Massachusetts, und man formte sich zu den Worcester IceCats um.
Das Original-Franchise zog 2005 endgültig nach Peoria, Illinois um, wo das Team bis 2013 spielte. Es gibt nur wenige Franchises, die älter sind: Die Canadiens de Montréal, die Toronto Maple Leafs und die Boston Bruins aus der NHL.
Der letzte aktive Spieler der Franchise, der noch das Trikot der Indians trug, war Michael Nylander von den Washington Capitals, der 1994 vier Spiele für die Indians bestritt.
Von 1994 bis 2016 waren in Springfield die Springfield Falcons beheimatet.

## Mitglieder in der Hall of Fame
- Keith Allen
- Jack Arlington Butterfield
- Lorne Chabot
- Art Coulter
- Punch Imlach
- Brian Kilrea
- Chuck Rayner
- Earl Seibert
- Eddie Shore
- Billy Smith
- Clint Smith
- Gump Worsley

## Bekannte Spieler
- Igor Alexandrow
- Keith Allen
- Blair Atcheynum
- Bill Berg
- Marc Bergevin
- James Black
- Bruce Boudreau
- Brian Burke
- Don Cherry
- Mike Corrigan
- Yvon Corriveau
- Gerald Diduck
- Rob DiMaio
- Jeff Finley
- Tom Fitzgerald
- Mark Greig
- Ted Harris
- Ken Holland
- Alan Kerr
- Brian Kilrea
- Bill McCreary
- Michel Picard
- Barclay Plager
- Ron Plumb
- Poul Popiel
- Ken Schinkel
- Richard Sévigny
- Tim Sheehy
- Charlie Simmer
- Don Simmons
- John Stevens
- Bill White
- Clark Whyte
- Terry Yake

## Rekorde
- Tore in einer Saison: Michel Picard, 56, 1990–1991
- Assists in einer Saison: Bruce Boudreau, 74, 1987–1988
- Punkte in einer Saison: Bruce Boudreau, 116, 1987–1988
- Strafminuten in einer Saison: Mick Vukota, 372, 1987–1988
- Shutouts in einer Saison: Marcel Paille, 8, 1960–1961
- Meiste Spiele: Jim Anderson, 943
- Meiste Tore: Jim Anderson, 426
- Meiste Assists: Brian Kilrea, 442
- Meiste Punkte: Jim Anderson, 813
- Meiste Strafminuten: Rod Dallman, 844

## Saisonresultate
- Springfield Indians 1926–1933 (Canadian-American Hockey League)
- Springfield Indians 1935–1936 (Canadian-American Hockey League)
- Springfield Indians 1936–1940 (International-American Hockey League)
- Springfield Indians 1940–1942
- Springfield Indians 1946–1951
- Syracuse Warriors 1951–1954
- Springfield Indians 1954–1967
- Springfield Kings 1967–1974
- Springfield Indians 1974–1994

### Reguläre Saison
Erste Plätze sind fett markiert
| Saison    | Spiele | Siege | Niederlagen | Unentschieden | Verlängerung verloren | Punkte | Tore | Gegen- tore | Platz     |
| --------- | ------ | ----- | ----------- | ------------- | --------------------- | ------ | ---- | ----------- | --------- |
| 1926–27   | 32     | 14    | 13          | 5             | —                     | 33     | 59   | 53          | 2., C-AHL |
| 1927–28   | 40     | 24    | 13          | 3             | —                     | 51     | 90   | 71          | 1., C-AHL |
| 1928–29   | 40     | 13    | 14          | 13            | —                     | 39     | 60   | 58          | 4., C-AHL |
| 1929–30   | 39     | 14    | 23          | 2             | —                     | 30     | 96   | 120         | 5., C-AHL |
| 1930–31   | 40     | 29    | 9           | 2             | —                     | 60     | 167  | 99          | 1., C-AHL |
| 1931–32   | 40     | 10    | 25          | 5             | —                     | 25     | 85   | 136         | 6., C-AHL |
| 1932–33   | 13     | 6     | 5           | 2             | —                     | 14     | 29   | 29          | 6., C-AHL |
|           |        |       |             |               |                       |        |      |             |           |
| 1935–36   | 48     | 21    | 22          | 5             | —                     | 47     | 131  | 129         | 3., C-AHL |
| 1936–37   | 48     | 22    | 17          | 9             | —                     | 53     | 117  | 125         | 2., East  |
| 1937–38   | 48     | 10    | 30          | 8             | —                     | 28     | 96   | 140         | 4., East  |
| 1938–39   | 54     | 16    | 29          | 9             | —                     | 41     | 121  | 179         | 3., East  |
| 1939–40   | 54     | 24    | 24          | 6             | —                     | 54     | 166  | 149         | 3., East  |
| 1940–41   | 56     | 26    | 21          | 9             | —                     | 61     | 157  | 149         | 3., East  |
| 1941–42   | 56     | 31    | 20          | 5             | —                     | 67     | 213  | 167         | 1., East  |
|           |        |       |             |               |                       |        |      |             |           |
| 1946–47   | 64     | 24    | 29          | 11            | —                     | 59     | 202  | 220         | 2., East  |
| 1947–48   | 68     | 19    | 42          | 7             | —                     | 45     | 237  | 308         | 5., East  |
| 1948–49   | 68     | 22    | 37          | 9             | —                     | 53     | 240  | 276         | 3., East  |
| 1949–50   | 70     | 28    | 34          | 8             | —                     | 64     | 245  | 258         | 3., East  |
| 1950–51   | 70     | 27    | 37          | 6             | —                     | 60     | 268  | 254         | 3., East  |
| 1951–52   | 68     | 25    | 42          | 1             | —                     | 51     | 211  | 272         | 4., East  |
| 1952–53   | 64     | 31    | 31          | 2             | —                     | 64     | 213  | 201         | 3., AHL   |
| 1953–54   | 70     | 24    | 42          | 4             | —                     | 52     | 215  | 317         | 6., AHL   |
| 1954–55   | 64     | 32    | 29          | 3             | —                     | 67     | 251  | 233         | 3., AHL   |
| 1955–56   | 64     | 17    | 45          | 2             | —                     | 36     | 212  | 297         | 6., AHL   |
| 1956–57   | 64     | 19    | 41          | 4             | —                     | 42     | 217  | 274         | 6., AHL   |
| 1957–58   | 70     | 29    | 33          | 8             | —                     | 66     | 231  | 246         | 4., AHL   |
| 1958–59   | 70     | 30    | 38          | 2             | —                     | 62     | 253  | 282         | 5., AHL   |
| 1959–60   | 72     | 43    | 23          | 6             | —                     | 92     | 280  | 219         | 1., AHL   |
| 1960–61   | 72     | 49    | 22          | 1             | —                     | 99     | 344  | 206         | 1., AHL   |
| 1961–62   | 70     | 45    | 22          | 3             | —                     | 93     | 292  | 194         | 1., East  |
| 1962–63   | 72     | 33    | 31          | 8             | —                     | 74     | 282  | 236         | 5., East  |
| 1963–64   | 72     | 23    | 44          | 5             | —                     | 51     | 238  | 292         | 5., East  |
| 1964–65   | 72     | 29    | 39          | 4             | —                     | 62     | 237  | 273         | 4., East  |
| 1965–66   | 72     | 31    | 38          | 3             | —                     | 65     | 207  | 235         | 3., East  |
| 1966–67   | 72     | 32    | 31          | 9             | —                     | 73     | 267  | 261         | 4., East  |
| 1967–68   | 72     | 31    | 33          | 8             | —                     | 70     | 247  | 276         | 2., East  |
| 1968–69   | 74     | 27    | 36          | 11            | —                     | 65     | 257  | 274         | 4., East  |
| 1969–70   | 72     | 38    | 29          | 5             | —                     | 81     | 287  | 287         | 2., East  |
| 1970–71 1 | 72     | 29    | 35          | 8             | —                     | 66     | 244  | 281         | 3., East  |
| 1971–72   | 76     | 31    | 30          | 15            | —                     | 77     | 273  | 266         | 3., East  |
| 1972–73   | 76     | 18    | 42          | 16            | —                     | 52     | 265  | 344         | 5., East  |
| 1973–74   | 76     | 21    | 40          | 15            | —                     | 57     | 251  | 327         | 6., North |
| 1974–75   | 75     | 33    | 30          | 12            | —                     | 78     | 299  | 256         | 4., North |
| 1975–76   | 76     | 33    | 39          | 4             | —                     | 70     | 267  | 321         | 4., North |
| 1976–77   | 80     | 28    | 51          | 1             | —                     | 57     | 302  | 390         | 5., AHL   |
| 1977–78   | 81     | 39    | 33          | 9             | —                     | 87     | 348  | 350         | 3., North |
| 1978–79   | 80     | 33    | 38          | 9             | —                     | 75     | 289  | 290         | 4., North |
| 1979–80   | 80     | 31    | 37          | 12            | —                     | 74     | 292  | 302         | 5., North |
| 1980–81   | 80     | 34    | 41          | 5             | —                     | 73     | 312  | 343         | 4., North |
| 1981–82   | 80     | 32    | 43          | 5             | —                     | 69     | 278  | 319         | 4., North |
| 1982–83   | 80     | 31    | 43          | 6             | —                     | 68     | 282  | 324         | 7., South |
| 1983–84   | 80     | 39    | 35          | 6             | —                     | 84     | 344  | 340         | 4., South |
| 1984–85   | 80     | 36    | 40          | 4             | —                     | 76     | 322  | 326         | 4., South |
| 1985–86   | 80     | 36    | 39          | 5             | —                     | 77     | 301  | 309         | 5., South |
| 1986–87   | 80     | 34    | 40          | —             | 6                     | 74     | 296  | 344         | 6., South |
| 1987–88   | 80     | 27    | 44          | 8             | 1                     | 63     | 269  | 333         | 7., North |
| 1988–89   | 80     | 32    | 44          | 4             | —                     | 68     | 287  | 341         | 6., North |
| 1989–90   | 80     | 38    | 38          | 4             | —                     | 80     | 317  | 310         | 3., North |
| 1990–91   | 80     | 42    | 27          | 10            | —                     | 96     | 348  | 281         | 1., North |
| 1991–92   | 80     | 43    | 29          | 8             | —                     | 94     | 308  | 277         | 1., North |
| 1992–93   | 80     | 25    | 41          | 14            | —                     | 64     | 282  | 336         | 4., North |
| 1993–94   | 80     | 29    | 38          | 13            | —                     | 71     | 309  | 327         | 4., North |

### Playoffs
Playoff Meisterschaften sind fett markiert.
| Saison    | 1. Runde                 | 2. Runde                 | 3. Runde                 | Finale                   |
| --------- | ------------------------ | ------------------------ | ------------------------ | ------------------------ |
| 1926–27   | ??                       | —                        | —                        | W, 9-5, New Haven        |
| 1927–28   | ??                       | —                        | —                        | W, 11-7, Quebec          |
| 1928–29   | unbekannt.               | unbekannt.               | unbekannt.               | unbekannt.               |
| 1929–30   | unbekannt.               | unbekannt.               | unbekannt.               | unbekannt.               |
| 1930–31   | ??                       | —                        | —                        | W, 3-2-2, Boston         |
| 1931–32   | unbekannt.               | unbekannt.               | unbekannt.               | unbekannt.               |
| 1932–33   | unbekannt.               | unbekannt.               | unbekannt.               | unbekannt.               |
|           |                          |                          |                          |                          |
| 1935–36   | unbekannt.               | unbekannt.               | unbekannt.               | unbekannt.               |
| 1936–37   | unbekannt.               | unbekannt.               | unbekannt.               | unbekannt.               |
| 1937–38   | unbekannt.               | unbekannt.               | unbekannt.               | unbekannt.               |
| 1938–39   | unbekannt.               | unbekannt.               | unbekannt.               | unbekannt.               |
| 1939–40   | unbekannt.               | unbekannt.               | unbekannt.               | unbekannt.               |
| 1940–41   | L, 1-2, Pittsburgh       | —                        | —                        | —                        |
| 1941–42   | L, 2-3, Indianapolis     | —                        | —                        | —                        |
|           |                          |                          |                          |                          |
| 1946–47   | L, 0-2, Buffalo          | —                        | —                        | —                        |
| 1947–48   | Keine Playoffs erreicht. | Keine Playoffs erreicht. | Keine Playoffs erreicht. | Keine Playoffs erreicht. |
| 1948–49   | L, 1-2, Cleveland        | —                        | —                        | —                        |
| 1949–50   | L, 0-2, Providence       | —                        | —                        | —                        |
| 1950–51   | L, 0-3, Pittsburgh       | —                        | —                        | —                        |
| 1951–52   | Keine Playoffs erreicht. | Keine Playoffs erreicht. | Keine Playoffs erreicht. | Keine Playoffs erreicht. |
| 1952–53   | L, 1-3, Cleveland        | —                        | —                        | —                        |
| 1953–54   | Keine Playoffs erreicht. | Keine Playoffs erreicht. | Keine Playoffs erreicht. | Keine Playoffs erreicht. |
| 1954–55   | L, 1-3, Pittsburgh       | —                        | —                        | —                        |
| 1955–56   | Keine Playoffs erreicht. | Keine Playoffs erreicht. | Keine Playoffs erreicht. | Keine Playoffs erreicht. |
| 1956–57   | Keine Playoffs erreicht. | Keine Playoffs erreicht. | Keine Playoffs erreicht. | Keine Playoffs erreicht. |
| 1957–58   | W, 4-3, Cleveland        | —                        | —                        | L, 2-4, Hershey          |
| 1958–59   | Keine Playoffs erreicht. | Keine Playoffs erreicht. | Keine Playoffs erreicht. | Keine Playoffs erreicht. |
| 1959–60   | W, 4-1, Providence       | —                        | —                        | W, 4-1, Rochester        |
| 1960–61   | W, 4-0, Cleveland        | —                        | —                        | W, 4-0, Hershey          |
| 1961–62   | W, 4-2, Cleveland        | bye                      | —                        | W, 4-1, Buffalo          |
| 1962–63   | Keine Playoffs erreicht. | Keine Playoffs erreicht. | Keine Playoffs erreicht. | Keine Playoffs erreicht. |
| 1963–64   | Keine Playoffs erreicht. | Keine Playoffs erreicht. | Keine Playoffs erreicht. | Keine Playoffs erreicht. |
| 1964–65   | Keine Playoffs erreicht. | Keine Playoffs erreicht. | Keine Playoffs erreicht. | Keine Playoffs erreicht. |
| 1965–66   | W, 3-0, Hershey          | L, 0-3, Cleveland        | —                        | —                        |
| 1966–67   | Keine Playoffs erreicht. | Keine Playoffs erreicht. | Keine Playoffs erreicht. | Keine Playoffs erreicht. |
| 1967–68   | L, 1-3, Providence       | —                        | —                        | —                        |
| 1968–69   | Keine Playoffs erreicht. | Keine Playoffs erreicht. | Keine Playoffs erreicht. | Keine Playoffs erreicht. |
| 1969–70   | W, 4-3, Hershey          | 2nd, R-R vs. BUF & MTL   | —                        | L, 0-4, Buffalo          |
| 1970–71 1 | W, 3-0, Montreal         | W, 3-1, Cleveland        | —                        | W, 4-0, Providence       |
| 1971–72   | L, 1-4,Nova Scotia       | —                        | —                        | —                        |
| 1972–73   | Keine Playoffs erreicht. | Keine Playoffs erreicht. | Keine Playoffs erreicht. | Keine Playoffs erreicht. |
| 1973–74   | Keine Playoffs erreicht. | Keine Playoffs erreicht. | Keine Playoffs erreicht. | Keine Playoffs erreicht. |
| 1974–75   | W, 4-2, Providence       | W, 4-1, Rochester        | —                        | W, 4-1, New Haven        |
| 1975–76   | Keine Playoffs erreicht. | Keine Playoffs erreicht. | Keine Playoffs erreicht. | Keine Playoffs erreicht. |
| 1976–77   | Keine Playoffs erreicht. | Keine Playoffs erreicht. | Keine Playoffs erreicht. | Keine Playoffs erreicht. |
| 1977–78   | L, 1-3, Nova Scotia      | —                        | —                        | —                        |
| 1978–79   | Keine Playoffs erreicht. | Keine Playoffs erreicht. | Keine Playoffs erreicht. | Keine Playoffs erreicht. |
| 1979–80   | Keine Playoffs erreicht. | Keine Playoffs erreicht. | Keine Playoffs erreicht. | Keine Playoffs erreicht. |
| 1980–81   | L, 3-4, Maine            | —                        | —                        | —                        |
| 1981–82   | Keine Playoffs erreicht. | Keine Playoffs erreicht. | Keine Playoffs erreicht. | Keine Playoffs erreicht. |
| 1982–83   | Keine Playoffs erreicht. | Keine Playoffs erreicht. | Keine Playoffs erreicht. | Keine Playoffs erreicht. |
| 1983–84   | L, 0-4, Baltimore        | —                        | —                        | —                        |
| 1984–85   | L, 0-4, Binghamton       | —                        | —                        | —                        |
| 1985–86   | Keine Playoffs erreicht. | Keine Playoffs erreicht. | Keine Playoffs erreicht. | Keine Playoffs erreicht. |
| 1986–87   | Keine Playoffs erreicht. | Keine Playoffs erreicht. | Keine Playoffs erreicht. | Keine Playoffs erreicht. |
| 1987–88   | Keine Playoffs erreicht. | Keine Playoffs erreicht. | Keine Playoffs erreicht. | Keine Playoffs erreicht. |
| 1988–89   | Keine Playoffs erreicht. | Keine Playoffs erreicht. | Keine Playoffs erreicht. | Keine Playoffs erreicht. |
| 1989–90   | W, 4-2, Cape Breton      | W, 4-2, Sherbrooke       | —                        | W, 4-2, Rochester        |
| 1990–91   | W, 4-3, Fredericton      | W, 4-1, Moncton          | —                        | W, 4-2, Rochester        |
| 1991–92   | W, 4-3, Capital District | L, 0-4, Adirondack       | —                        | —                        |
| 1992–93   | W, 4-2, Providence       | W, 4-3, Adirondack       | L, 0-2, Cape Breton      | —                        |
| 1993–94   | L, 2-4, Adirondack       | —                        | —                        | —                        |